# Bonnie Watson Coleman
Bonnie Watson Coleman, née le 6 février 1945 à Camden (New Jersey), est une femme politique américaine, représentante démocrate du New Jersey à la Chambre des représentants des États-Unis depuis 2015.

## Biographie

### Carrière politique
Bonnie Watson Coleman est élue en 1998 à l'Assemblée générale du New Jersey, où son père John S. Watson a également siégé. Elle représente le 15e district. De 2006 à 2009, elle dirige la majorité démocrate de l'Assemblée.
En 2014, elle se présente à la Chambre des représentants des États-Unis dans le 12e district du New Jersey qui comprend en partie les comtés de Mercer, Middlesex, Somerset et Union. Elle arrive en tête de la primaire démocrate avec 42 % des suffrages devant la sénatrice Linda Greenstein (28 %), l'élu de l'Assemblée Upendra Chivukula (21 %) et le professeur Andrew Zwicker (7 %). Elle devient alors la favorite de l'élection générale dans ce district acquis aux démocrates. Elle est élue représentante avec 61 % des voix face à la républicaine Alieta Eck (36,5 %). Elle est la première femme afro-américaine à représenter le New Jersey au Congrès et la première femme élue du New Jersey à la Chambre des représentants depuis 2003.
Elle est candidate à un deuxième mandat en 2016. Elle remporte facilement la primaire démocrate face à Alexander Kucsma, qui se décrit comme un démocrate du Tea Party. En novembre, elle est réélue avec près de 63 % des suffrages devant le républicain Steven Uccio (32 %),.

### Vie privée
Elle épouse Jim Carter en 1972 puis divorce au début des années 1980. Elle se remarie avec William Coleman en 1995. En 2001, deux de ses trois fils sont condamnés pour un cambriolage à main armée.